# Villa de Leyva
Villa de Leyva är en kommun och stad i Colombia.   Den ligger i departementet Boyacá, i den centrala delen av landet, 130 km nordost om huvudstaden Bogotá. Antalet invånare är 12 032. Arean är 128 kvadratkilometer.
Terrängen i Villa de Leyva är huvudsakligen kuperad, men åt nordost är den bergig.
Medelhavsklimat råder i trakten. Årsmedeltemperaturen i trakten är 12 °C. Den varmaste månaden är januari, då medeltemperaturen är 16 °C, och den kallaste är juni, med 9 °C. Genomsnittlig årsnederbörd är 1 155 millimeter. Den regnigaste månaden är april, med i genomsnitt 168 mm nederbörd, och den torraste är januari, med 27 mm nederbörd.